# Сарнув (Козеницький повіт)
Сарнув (пол. Sarnów) — село в Польщі, у гміні Ґневошув Козеницького повіту Мазовецького воєводства.
Населення — 420 осіб (2011).
У 1975-1998 роках село належало до Радомського воєводства.

## Демографія
Демографічна структура станом на 31 березня 2011 року:
|          | Загалом | Допрацездатний вік | Працездатний вік | Постпрацездатний вік |
| -------- | ------- | ------------------ | ---------------- | -------------------- |
| Чоловіки | 189     | 22                 | 142              | 25                   |
| Жінки    | 231     | 45                 | 124              | 62                   |
| Разом    | 420     | 67                 | 266              | 87                   |